# بورژو
بورژو (انگلیسی: Bourjois) شرکت لوازم آرایشی فرانسوی است، که در سال ۱۸۶۳ تأسیس شد.